# هاري توماس كوري
هاري توماس كوري (بالإنجليزية: Harry Thomas Cory)‏ هو مهندس أمريكي، ولد في 1870، وتوفي في 22 مارس 1955.